# Premier secrétaire d'État
Le premier secrétaire d'État (en anglais, First Secretary of State) est un titre occasionnellement utilisé au sein du gouvernement britannique, dont la fonction est purement honorifique. Il est au-dessus de tous les secrétaires d’État (Secretaries of State), mais n'a aucun pouvoir ou autorité par lui-même.
À l'origine, le titre est créé comme une alternative au titre de vice-Premier ministre (Deputy Prime Minister), auquel certains s'opposent pour des raisons constitutionnelles.

## Liste des premiers secrétaires d'État
Légende
(partis politiques)
- Conservateur
- Travailliste

| Nom          | Nom          | Nom               | Dates du mandat | Dates du mandat   | Parti        | Autres fonctions durant le mandat                                                           | Premier ministre |
| ------------ | ------------ | ----------------- | --------------- | ----------------- | ------------ | ------------------------------------------------------------------------------------------- | ---------------- |
|              |              | Rab Butler        | 13 juillet 1962 | 18 octobre 1963   | Conservateur | Vice-Premier ministre                                                                       | Harold Macmillan |
| Poste vacant | Poste vacant | Poste vacant      | 1963–1964       | 1963–1964         |              |                                                                                             |                  |
|              |              | George Brown      | 16 octobre 1964 | 11 août 1966      | Travailliste | Secrétaire d'État aux Affaires économiques                                                  | Harold Wilson    |
|              |              | Michael Stewart   | 11 août 1966    | 6 avril 1968      | Travailliste | Secrétaire d'État aux Affaires économiques Secrétaire d'État des Affaires étrangères        | Harold Wilson    |
|              |              | Barbara Castle    | 6 avril 1968    | 19 juin 1970      | Travailliste | Secrétaire d'État à l'Emploi                                                                | Harold Wilson    |
| Poste vacant | Poste vacant | Poste vacant      | 1970–1995       | 1970–1995         |              |                                                                                             |                  |
|              |              | Michael Heseltine | 20 juillet 1995 | 2 mai 1997        | Conservateur | Vice-Premier ministre                                                                       | John Major       |
| Poste vacant | Poste vacant | Poste vacant      | 1997–2001       | 1997–2001         |              |                                                                                             |                  |
|              |              | John Prescott     | 8 juin 2001     | 27 juin 2007      | Travailliste | Vice-Premier ministre                                                                       | Tony Blair       |
| Poste vacant | Poste vacant | Poste vacant      | 2007–2009       | 2007–2009         |              |                                                                                             |                  |
|              |              | Peter Mandelson   | 5 juin 2009     | 11 mai 2010       | Travailliste | Secrétaire d'État aux Affaires, à l'Innovation et au Savoir-faire Lord Président du Conseil | Gordon Brown     |
|              |              | William Hague     | 12 mai 2010     | 8 mai 2015        | Conservateur | Secrétaire d'État des Affaires étrangères et du Commonwealth                                | David Cameron    |
|              |              | George Osborne    | 8 mai 2015      | 13 juillet 2016   | Conservateur | Chancelier de l'Échiquier                                                                   | David Cameron    |
| Poste vacant | Poste vacant | Poste vacant      | 2016–2017       | 2016–2017         |              |                                                                                             |                  |
|              |              | Damian Green      | 11 juin 2017    | 20 décembre 2017  | Conservateur | Ministre du bureau du Cabinet                                                               | Theresa May      |
| Poste vacant | Poste vacant | Poste vacant      | 2017-2019       | 2017-2019         |              |                                                                                             |                  |
|              |              | Dominic Raab      | 24 juillet 2019 | 15 septembre 2021 | Conservateur | Secrétaire d'État des Affaires étrangères et du Commonwealth                                | Boris Johnson    |
| Poste vacant | Poste vacant | Poste vacant      | depuis 2021     | depuis 2021       |              |                                                                                             |                  |